# Mesetas
Mesetas est une municipalité située dans le département de Meta en Colombie.